# Madeinox-Boavista/Saison 2010
Dieser Artikel listet Erfolge und Mannschaft des Radsportteams Madeinox-Boavista in der Saison 2010 auf.

## Erfolge in der Continental Tour
| Datum    | Rennen                                    | Kat. | Sieger                |
| 27. Juni | Bulgarische Meisterschaft – Straßenrennen | NC   | Danail Andonow Petrow |

## Zugänge – Abgänge
| Zugänge        | Team 2009                  | Abgänge        | Team 2010                          |
| -------------- | -------------------------- | -------------- | ---------------------------------- |
| Ricardo Vilela | Liberty Seguros            | Tiago Machado  | Team RadioShack                    |
| Marco Cunha    | Madeinox-Bric-Loulé (2007) | Bruno Lima     | Barbot-Siper                       |
| Alberto Morras | Neoprofi                   | Santiago Pérez | Centro Ciclismo de Loulé-Louletano |
|                |                            | Nélson Rocha   | LA Rota dos Móveis                 |

## Mannschaft
| Name                  | Geburtstag        | Nationalität |
| --------------------- | ----------------- | ------------ |
| Danail Andonow Petrow | 5. Februar 1978   | Bulgarien    |
| João Benta            | 21. Dezember 1986 | Portugal     |
| Marco Cunha           | 28. Februar 1987  | Portugal     |
| Ruben Gomes           | 13. Juni 1983     | Portugal     |
| Alberto Morras        | 31. März 1987     | Spanien      |
| Luis Pinheiro         | 5. Juni 1980      | Portugal     |
| Joaquim Sampaio       | 17. Februar 1970  | Portugal     |
| Célio Sousa           | 31. März 1977     | Portugal     |
| Sérgio Sousa          | 11. Oktober 1983  | Portugal     |
| Ricardo Vilela        | 18. Dezember 1987 | Portugal     |